# Las Arenas (Cabrales)
Las Arenas (Arenas en asturiano y oficialmente) es una villa y una parroquia del concejo asturiano de Cabrales, en España. Tiene una superficie de 20,15 km², en la que habitan un total de 882 personas repartidas entre diversos barrios de la villa.

## Descripción
La villa de Arenas se encuentra a unos 140 metros sobre el nivel del mar. Dista 3 km de Carreña, la capital del concejo. Tiene el título de villa desde 1910. Su gentilicio es cabraliegos.
Arenas de Cabrales es una de las más importantes puertas de entrada hacia los Picos de Europa. En el término municipal se encuentra el pico Naranjo de Bulnes y  una parte de la ruta de la garganta del Cares.

## Lugares de interés
La iglesia de Santa María de Llas es una pequeña iglesia de estilo románico tardío, calificada de patrimonio histórico-artístico.
Ha sido recientemente reacondicionada. Su portada es románica, así como algunos otros elementos, aunque como muchas iglesias del románico tardío también tiene algunos elementos que aparecerán posteriormente en el gótico. Consta de una nave principal y dos pequeñas capillas laterales y dispone de un pórtico exterior del siglo XVIII. Como es frecuente por la zona, a su lado vive un ancestral tejo, aunque éste no es tan antiguo como la propia iglesia, sino que fue plantado en el siglo XVII. Recientemente al quitar el enlucido interior aparecieron varias pinturas medievales, entre ellas el escudo de Cabrales y el de los escuderos de Cabrales.

## Fiestas de interés
En el mes de agosto se celebra el certamen del famoso queso de Cabrales, donde se entrega el premio al mejor queso del año.

## Personas destacadas
- José Ángel Sarrapio, ex ciclista profesional.

## Referencias

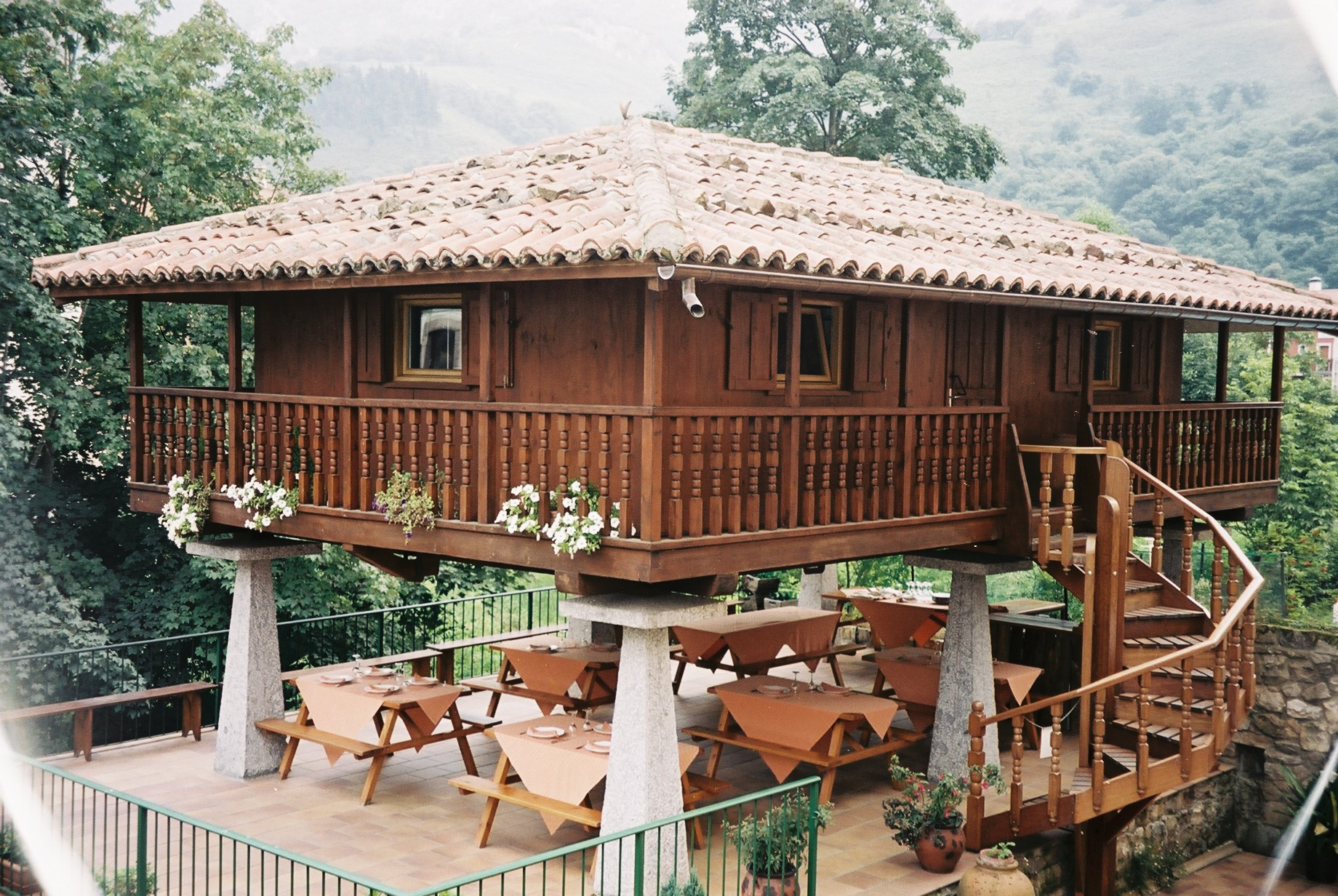
Arenas (Cabrales)